# 関西テレビ水曜未明の深夜ドラマ
関西テレビ水曜未明の深夜ドラマ（かんさいテレビすいようみめいのしんやドラマ）は、関西テレビが毎週水曜未明（火曜深夜）において断続的に編成している関西ローカルのテレビドラマ枠である。

## 概要
初作品は2016年1月に開始した『大阪環状線 ひと駅ごとの愛物語』で、その後、2018年まで毎年1月期に3シリーズ放送された。
2018年4月に編成時間を1:25 - 1:55へ移し、『はんなりギロリの頼子さん』がスタート。同年7月から半年間はdTVオリジナルドラマの作品を2作放送している。

## 放送作品一覧
- 大阪環状線 ひと駅ごとの愛物語（2016年1月13日 - 3月16日、1:55 - 2:25）
- 大阪環状線 ひと駅ごとの愛物語 Part2（2017年1月18日 - 3月22日、0:55 - 1:25）
- 大阪環状線 Part3 ひと駅ごとのスマイル（2018年1月17日 - 3月21日、0:30 - 1:00）
- はんなりギロリの頼子さん（2018年4月25日 - 5月16日、1:25 - 1:55）
- 婚外恋愛に似たもの（2018年7月11日 - 8月29日、1:25 - 1:55）
- 今夜、勝手に抱きしめてもいいですか?（2018年10月3日 - 12月19日、1:25 - 1:55）
- 武士が、マックで店員になった件。（2022年5月18日 - 6月1日、1:25 - 1:55）
- コンビニ★ヒーローズ 〜あなたのSOSいただきました!!〜（2022年10月19日 - 12月21日、0:25 - 0:55）
- ブルーバースデー（2023年2月8日 - 3月29日、0:55 - 1:25）